# Super Puzzle Fighter II Turbo
Super Puzzle Fighter II Turbo (スーパーパズルファイターII X, Super Puzzle Fighter II X) est un jeu vidéo de puzzle développé et édité par Capcom sur CP System II en mai 1996. Il a été porté sur plusieurs supports (console de salon et console portable et ordinateur personnel),.

## Système de jeu
Super Puzzle Fighter II Turbo est un jeu de réflexion inspiré de Puyo Puyo. Le joueur contrôle des paires de blocs (des gems, gemmes) qui remplissent peu à peu l'écran (qui fait 12 blocs de haut sur six de large). Le but du jeu est de remplir l'écran de l'adversaire (cf. Puyo Puyo et Tetris).
Les deux gemmes composant une paire peuvent être de même couleur ou non. Outre les couleurs (rouge, bleu, vert, jaune), les gemmes sont différenciées par leur genre :
- gemmes normales (les plus courantes) ;
- power gems (qui sont des gems normales de même couleurs fusionnées) ;
- crash gems (environ une sur dix) ;
- counter gems (leur fréquence dépend de l'interaction entre les joueurs) ;
- gemmes spéciales (environ une sur 25).

Excepté les counter gems, les joueurs reçoivent la même séquence de gemmes.
Une gemme normale ne peut être détruite qu'en rentrant en contact : 
- avec une crash gem de la même couleur (toutes les gemmes de la même couleur adjacentes à l'explosion alors provoquée seront détruites) ;
- avec une gemme spéciale (toutes les gemmes de même couleur seront détruites, sans considération de leur position par rapport à l'explosion).

Les crash gems sont colorées, mais pas les gemmes spéciales : tant qu'une crash gem n'entre pas en contact avec une gemme de sa couleur, elle reste à l'écran.
Lorsque suffisamment de gemmes sont détruites en un seul coup (c’est-à-dire avec une seule paire de blocs), notamment grâce à un combo, des counter gems viennent remplir l'écran de l'adversaire. Plus le combo déclenché est grand, plus l'avalanche de counter gems chez l'adversaire sera importante. Les counter gems sont en fait des gemmes normales, mais qui ne peuvent être détruites qu'au bout d'un certain temps. Elles constituent la base de l'attaque : grâce à plusieurs vagues de counter gems et un bon timing, l'écran adverse se remplit sans que l'adversaire ne puisse détruire aucune gemme. Le même résultat peut être obtenu en produisant d'un coup un énorme combo… et donc une énorme vague de counter gems.
Chaque personnage (adversaire) dispose d'une attaque de contre qui lui est propre (l'avalanche de counter gems est différente selon le personnage adopté).
Les combos se réalisent bien sûr grâce aux réactions en chaîne entre les destructions de blocs mais également grâce aux power gems : la destruction d'une power gem composée de huit blocs produira plus de counter gems que la destruction de huit blocs isolés.

## Relation avec l'univers Capcom
Le II du titre est une référence humoristique aux nombreuses versions de Street Fighter II (en particulier Super Street Fighter II Turbo).[réf. nécessaire] Puzzle Fighter premier du nom n'existe pas.
Pendant le jeu, des versions super deformed de certains personnages de Street Fighter et de Darkstalkers, miment une bataille en fonction des performances respectives des joueurs. Ces animations restent toutefois esthétiques et n'ont aucune incidence sur le fond du gameplay.

## Personnages
Devilot est le seul personnage de Super Puzzle Fighter II Turbo qui n'est issu ni de Street Fighter, ni de Darkstalkers. Elle apparaît dans le jeu Cyberbots: Fullmetal Madness.

### Personnages deStreet Fighter
- Ryu
- Ken
- Chun-Li
- Sakura

### Personnages deDarkstalkers
- Morrigan
- Donovan
- Hsien-Ko
- Felicia

### Personnages secrets/cachés
- Akuma
- Dan
- Devilot
- Mei-Ling (Super Puzzle Fighter II Turbo HD Remix)
- Anita (Super Puzzle Fighter II Turbo HD Remix)
- Cursed Bat (Super Puzzle Fighter II Turbo HD Remix)

## Équipe de développement
- Conception du jeu : Murasaki Umagoyasi, SPP Iorya
- Programmeurs : Knight Rider Giu, Cham Cho Choy, Shinchan, Eternal Sailor, Team Dirtyberet
- Conception des décors : Nissui, Iwai, Meiko. K, Saru, Hisoya Akemi, Ojiji, S. Kuwatch, Takky, Konsutantinkun, Hiro
- Conception des personnages : Edayan, Goidanokei
- Conception des objets : Masarusan N, Ino, Aska
- Conception du son : Hiroaki Kondo (X68K)
- Assistant son : Satoshi Ise
- Musique et arrangements : Tatsuro Zuzuki (Tatsuro-), Isao Abe, Yuko Kadota, Syun Nishigaki, Setsuo Yamamoto, Takayuki Iwai (Anarchy Takapon)
- Équipe son : Hideki Okugawa, Ryoji Yamamoto
- Équipe conception : Daigo Ikeno, Masae Okano, Satoshi Ukai, Shinchiro Komizu
- Producteurs :  Noritaka Funamizu, Yoshimi Ohnishi, Saddy
- Superviseur : Yoshiki Okamoto

## Portages
- Saturn : 1996
- PlayStation : 1996
- Dreamcast : 2001, Super Puzzle Fighter II X for Matching Service[3],[4]
- Game Boy Advance : 2003
- PlayStation Portable : 2006, Capcom Puzzle World
- Xbox 360 (Xbox Live Arcade) : 2007, Super Puzzle Fighter II Turbo HD Remix
- PlayStation 3 (PlayStation Network) : 2007, Super Puzzle Fighter II Turbo HD Remix
- PC : Windows : 1997

## Postérité
En 2018, la rédaction du site Den of Geek mentionne le jeu en 15e position d'un top 60 des jeux PlayStation sous-estimés : « La version PS1 est une des meilleures parmi les clones et les portages modernes du jeu, et porter le nom Street Fighter aurait dû l'aider à se vendre mieux. »